# Lijst van premiers van Niger
Dit is een lijst van de premiers van Niger sinds 1957.

## Premiers van Niger (1957-heden)
| Premier | Premier                   | Ambtstermijn                        | Partij        | Bijzonderheden                                 |
| ------- | ------------------------- | ----------------------------------- | ------------- | ---------------------------------------------- |
|         | Djibo Bakary              | 20 mei 1957 - 18 december 1958      | SAWABA        | Officieel nog voordat Niger onafhankelijk werd |
|         | Hamani Diori (1916-1989)  | 18 december 1958 - 10 november 1960 | PPN-RDA       | Was tevens president                           |
|         | Geen                      | 10 november 1960 - 24 januari 1983  |               | Post was opgeheven                             |
|         | Mamane Oumarou            | 24 januari 1983 - 14 november 1983  | Onafhankelijk |                                                |
|         | Hamid Algabid             | 14 november 1983 - 15 juli 1988     | Onafhankelijk |                                                |
|         | Mamane Oumarou            | 15 juli 1988 - 20 december 1989     | MNSD-Nassara  | Tweede termijn                                 |
|         | Geen                      | 20 december 1989 - 2 maart 1990     |               | Post was opgeheven                             |
|         | Aliou Mahamidou           | 2 maart 1990 - 27 oktober 1991      | MNSD-Nassara  |                                                |
|         | Amadou Cheiffou           | 27 oktober 1991 - 17 april 1993     | Onafhankelijk |                                                |
|         | Mahamadou Issoufou (1951) | 17 april 1993 - 28 september 1994   | PNDS-Tarayya  |                                                |
|         | Souley Abdoulaye          | 28 september 1994 - 8 februari 1995 | CDS-Rahama    |                                                |
|         | Amadou Cissé              | 8 t/m 21 februari 1995              | Onafhankelijk |                                                |
|         | Hama Amadou (1950-2024)   | 21 februari 1995 - 27 januari 1996  | MNSD-Nassara  | Werd afgezet                                   |
|         | Boukary Adji              | 30 januari 1996 - 21 december 1996  | Onafhankelijk |                                                |
|         | Amadou Cissé              | 21 december 1996 - 27 november 1997 | Onafhankelijk | Tweede termijn                                 |
|         | Ibrahim Hassane Mayaki    | 27 november 1997 - 1 januari 2000   | RDP-Jama'a    |                                                |
|         | Hama Amadou (1950-2024)   | 1 januari 2000 - 7 juni 2007        | MNSD-Nassara  | Tweede termijn                                 |
|         | Seyni Oumarou (1950)      | 7 juni 2007 - 23 september 2009     | MNSD-Nassara  |                                                |
|         | Albadé Abouba             | 23 september 2009 - 2 oktober 2009  | MNSD-Nassara  | Ad interim                                     |
|         | Ali Badjo Gamatié         | 2 oktober 2009 - 18 februari 2010   | MNSD-Nassara  | Werd afgezet                                   |
|         | Geen                      | 18 t/m 23 februari 2010             |               |                                                |
|         | Mahamadou Danda           | 23 februari 2010 - 7 april 2011     | Onafhankelijk |                                                |
|         | Brigi Rafini              | 7 april 2011 - 2 april 2021         | PNDS-Tarayya  |                                                |
|         | Ouhoumoudou Mahamadou     | 3 april 2021 - 26 juli 2023         | PNDS-Tarayya  | Staatsgreep gepleegd op 26 juli 2023           |
|         | Geen                      | 26 juli 2023 - 8 augustus 2023      |               |                                                |
|         | Ali Lamine Zeine          | 8 augustus 2023 - heden             | Onafhankelijk |                                                |